# Asesinato de Marcia King
Marcia Lenore Sossoman (King) (9 de junio de 1959 - 22 de abril de 1981) fue una joven de 21 años originaria de Arkansas que fue asesinada en abril de 1981 y cuyo cuerpo fue descubierto en Troy, Ohio aproximadamente 48 horas después de su asesinato. Su cuerpo permaneció sin identificar durante 36 años antes de ser identificada mediante análisis de ADN y la genealogía genética en abril de 2018. King fue uno de los primeros difuntos no identificados en ser identificado mediante este método de investigación forense.
Antes de su identificación de 2018, King era conocida informalmente como Buckskin Girl y Miami County Jane Doe. El primero de estos dos nombres hacía referencia al distintivo poncho de piel de ante con borlas que llevaba puesto en el momento del hallazgo de su cuerpo.
Tras su identificación, su familia erigió una nueva lápida en su tumba en el cementerio de Riverside, con la inscripción de su nombre real. La investigación sobre su asesinato continúa en curso.

## Descubrimiento
El 24 de abril de 1981, tres jóvenes descubrieron el cuerpo de una joven caucásica en una zanja junto a Greenlee Road, en el municipio de Newton, Troy, Ohio. Uno de los tres hombres, Greg Bridenbaugh, notó inicialmente el característico poncho de piel de gamo de la difunta. Informando a uno de sus compañeros, Neal Hoffman, para que echara un vistazo al abrigo, Hoffman se acercó a la prenda antes de volverse hacia Bridenbaugh y decir: "¡Oh, Dios mío, hay una mujer con ese abrigo!". La joven estaba tumbada en posición fetal, sobre su lado derecho, y sin zapatos ni calcetines. Los jóvenes informaron de inmediato su descubrimiento a la policía.

### Autopsia
El cuerpo de la difunta fue sometido a una autopsia la tarde de su descubrimiento. El examen médico reveló que había sufrido un extenso traumatismo craneoencefálico y cervical, antes de morir estrangulada aproximadamente 48 horas antes de que se descubriera su cuerpo. Además, se comprobó que tenía el hígado lacerado y que no había sido sometida a ninguna forma de agresión sexual.
La joven mujer medía entre 163 cm (5 pies 4 pulgadas) y 168 cm (5 pies 6 pulgadas) de altura, tenía entre 18 y 26 años y pesaba entre 57 y 59 kg (125 y 130 libras). Tenía el cabello castaño rojizo natural, con raya en medio y trenzado en coletas a ambos lados de la cabeza. Sus ojos eran de color marrón claro y tenía pecas en la cara. Además, su nariz fue descrita como "muy puntiaguda". La víctima también tenía una tez rojiza, lo que indica que había pasado mucho tiempo al aire libre en las últimas semanas o meses de su vida.
La joven había mantenido un alto nivel de higiene personal. Todos sus dientes, incluidas las muelas del juicio, estaban en buen estado y no presentaban empastes ni otros trabajos dentales, excepto una corona de porcelana en el incisivo superior derecho. El forense también notó varias cicatrices en su cuerpo, incluida una cicatriz vertical debajo de la barbilla, con otras cicatrices también visibles en una muñeca, ambos brazos y un tobillo.

### Vestimenta
La víctima vestía jeans Wrangler azules de campana, un suéter de cuello alto marrón con un diseño entrecruzado de color naranja en el frente, un sostén blanco y un poncho de piel de venado sin capucha con forro morado, que parecía estar hecho a mano. No llevaba zapatos ni calcetines. No se encontró ningún tipo de identificación sobre su cuerpo o en la escena del crimen.

## Investigación inicial

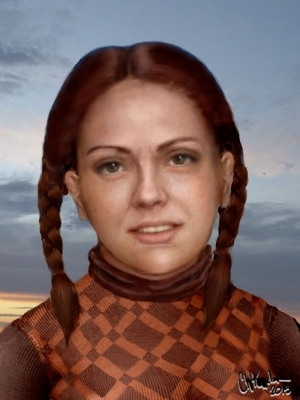
Reconstrucción facial forense de Buckskin Girl.

Debido a que el cuerpo de la difunta fue encontrado a solo aproximadamente 48 horas después de su muerte, la policía pudo obtener sus huellas dactilares e información dental. Los historiales dentales y las huellas dactilares de la fallecida no arrojaron resultados que coincidieran con los de ninguna persona desaparecida conocida, y sus huellas dactilares no coincidían con ningún registro policial, lo que indicaba que no tenía antecedentes penales. Los primeros esfuerzos de la policía para identificar a esta difunta también incluyeron la creación de un retrato robot de su rostro que se publicó en los periódicos locales y se emitió por las cadenas de televisión el 28 de abril de 1981. Esta publicidad inicial en los medios de comunicación en torno al asesinato generó aproximadamente doscientas pistas. Aunque todas fueron investigadas, no dieron fruto.
La víctima pasó a ser conocida como "Buckskin Girl" en referencia a la distintiva chaqueta de piel de gamo con borlas que llevaba cuando fue encontrada. El fracaso para establecer su identidad obstaculizó los esfuerzos de los investigadores para resolver su asesinato. A medida que su identidad seguía sin descubrirse, las autoridades investigadoras fueron creyendo que la razón por la que Buckskin Girl seguía sin ser identificada se debía al hecho de que había sido asesinada lejos de su ciudad natal. Se sabe también que un investigador retirado opinó que era muy poco probable que la difunta fuera originaria de la zona donde fue descubierta.
Las autoridades creían firmemente que Buckskin Girl había sido asesinada en otro lugar y su cuerpo fue desechado junto a la carretera poco después de su muerte. Esta conclusión fue respaldada por el hecho de que sus pies descalzos estaban limpios, sin mostrar indicios de haber caminado sobre una superficie sucia, y porque la Interestatal 75 está a solo cinco millas (8 km) de donde se recuperó su cuerpo, lo que hace que el sitio sea un lugar conveniente y discreto para arrojar un cadáver. La policía y los medios de comunicación especularon posteriormente con la posibilidad de que fuera una adolescente fugada o una posible víctima de un asesino en serie que se sabe que asesinó a varias prostitutas en la región durante las décadas de 1980 y 1990. Sin embargo, su cuerpo no había sido sometido a ninguna forma de agresión sexual, lo que indica que es poco probable que haya sido una trabajadora sexual.
La investigación del asesinato de Buckskin Girl se convirtió gradualmente en un caso frío, aunque la policía y otros funcionarios continuaron investigando su asesinato. Se conservaron sus ropas y otras pruebas físicas recuperadas en la escena del crimen, y se preservó una muestra de su sangre.

## Teorías

### Estilo de vida
Los investigadores teorizaron que Buckskin Girl había sido una adolescente fugada, una niña de acogida o una vagabunda transitoria que probablemente no había pasado un periodo de tiempo significativo en Ohio antes de su muerte, aunque su alta calidad de higiene personal indicaba claramente que no había vivido como vagabunda. Como su cuerpo se encontraba cerca de una carretera de la ciudad y no de una autopista, se consideró que la probabilidad de que hubiera estado vagando durante un tiempo significativo era insignificante. La ausencia de su calzado en la escena del crimen llevó a algunos investigadores a creer que podría haber sido asesinada por una pareja abusiva.
Un análisis isotópico realizado en 2016 del cabello y las uñas de la difunta reveló que Buckskin Girl había pasado aproximadamente cuatro meses en áreas dentro del suroeste y/o sureste de los Estados Unidos, a diferencia de Ohio, antes de su asesinato, aunque la palinología forense había revelado que lo más probable es que fuera originaria del noreste de Estados Unidos o de Canadá, o que hubiera pasado una cantidad significativa de tiempo en estas regiones en el año anterior a su asesinato.

### Conexión con otros asesinatos
Inicialmente, los investigadores especularon sobre una posible conexión entre esta difunta y el asesinato de una joven de 27 años dos meses antes, en febrero de 1981, aunque la policía nunca vinculó estos dos asesinatos de manera oficial.
En 1985, los investigadores relacionaron provisionalmente el asesinato de Buckskin Girl con una serie de asesinatos de mujeres caucásicas en todo el país, varias de las cuales eran trabajadoras sexuales o bailarinas eróticas, conocidos como Redhead murders (Asesinatos de las Pelirrojas). Sin embargo, esta teoría fue finalmente refutada.
Algunos investigadores también especularon con la posibilidad de que Buckskin Girl pudo haber sido la primera de numerosas mujeres jóvenes asesinadas por un presunto asesino en serie no identificado que perpetró sus asesinatos conocidos entre 1985 y 2004, muchas de los cuales eran de trabajadoras sexuales. Se sospechaba que este asesino en serie había asesinado entre siete y diez mujeres jóvenes más. Todas las víctimas de este presunto asesino en serie habían sido asesinadas mediante golpes o estrangulamiento, y faltaban prendas de vestir o joyas en cada escena del crimen. Faltaban joyas y calzados en la escena del crimen de Buckskin Girl, y había sido asesinada de manera similar a estas víctimas. Sin embargo, se encontraron varios elementos de evidencia para contradecir esta teoría. No había indicios de que Buckskin Girl se hubiera involucrado en ningún tipo de actividad sexual antes de su muerte. Además, a diferencia de muchas de las víctimas de este asesino en serie, estaba notablemente bien arreglada, con un historial de cuidado dental.
En 1991, se reunió en London, Ohio, una fuerza de tareas recién creada. Este grupo se dedicó a la investigación de estos homicidios sin resolver, ocurridos en Ohio, Nueva York, Pensilvania e Illinois, y estaba compuesto por investigadores de más de una docena de organismos policiales.

## Otros análisis forenses
Con los avances tecnológicos y el uso cada vez mayor del análisis de ADN en investigaciones criminales, los investigadores pudieron extraer el ADN de la difunta de la muestra de sangre conservada en 1981. Esta muestra de ADN se agregó al creciente número de bases de datos policiales.
En 2001, el Laboratorio Regional del Crimen de Miami Valley generó un perfil genético de Buckskin Girl, estos datos se introdujeron en la recién creada base de datos del Sistema Nacional de Personas Desaparecidas y No Identificadas (NamUs) en 2008, a través de la cual se registraron sus huellas dactilares, información dental y de ADN se hicieron accesibles a nivel nacional para las fuerzas del orden. Estos datos permitieron descartar de forma concluyente cualquier posibilidad de que 226 adolescentes y mujeres jóvenes desaparecidas fueran Buckskin Girl. En 2009, se envió una muestra de ADN mitocondrial al FBI para su inclusión en el Sistema de índice de ADN combinado (CODIS).
Al año siguiente, la gestión del caso de NamUs de Buckskin Girl se asignó a la Dra. Elizabeth Murray, una antropóloga forense y profesora de biología de Cincinnati, que se mantuvo activa en su búsqueda de la identidad de la difunta.

### Reconstrucción facial
En abril de 2016, el Centro Nacional para Niños Desaparecidos y Explotados publicó dos versiones de una reconstrucción facial forense actualizada de la víctima y añadió su caso a su sitio web, representándola con y sin sus coletas trenzadas. Estas imágenes se difundieron ampliamente a través de los medios de comunicación online, aunque inicialmente no se desarrollaron pistas significativas.

### Análisis del polen
En 2016, la Oficina del Sheriff del Condado de Miami aprobó la realización de pruebas de palinología forense de la ropa de la víctima en sus esfuerzos por identificarla y a su(s) asesino(s). Las pruebas fueron realizadas por la Agencia de Aduanas y Protección Fronteriza de Estados Unidos. Los resultados de estas pruebas sugirieron que Buckskin Girl era originaria del noreste de Estados Unidos, o que había pasado una cantidad significativa de tiempo en esta región en el año anterior a su asesinato. Su ropa también contenía altos niveles de hollín por la exposición al tráfico de vehículos y/o actividad industrial, lo que apoya las sospechas iniciales de los investigadores de que podría haber sido una autostopista habitual. Además, el polen recuperado de su ropa exterior sugiría que, poco antes de su asesinato, había estado en un clima árido como el oeste de los Estados Unidos o el norte de México.

## Identificación

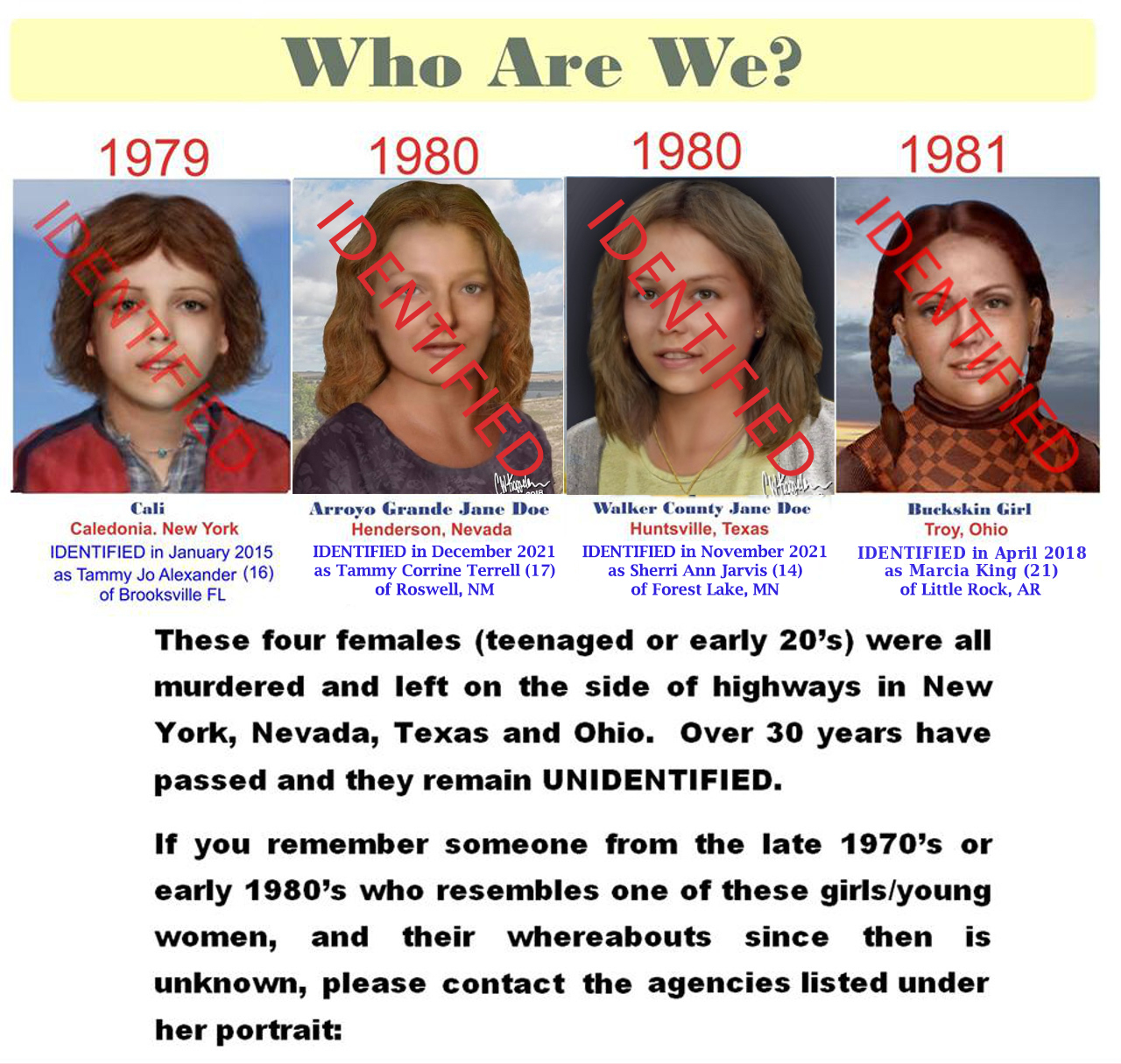
Una serie de cuatro mujeres jóvenes no identificadas cuyos rostros han sido reconstruidos forensemente, todas las cuales han sido identificadas desde entonces. Marcia King se representa en primer lugar a la derecha.
Las otras son Tammy Alexander, Tammy Terrell y Sherri Ann Jarvis.

El 9 de abril de 2018, el Laboratorio Regional del Crimen de Miami Valley anunció que había identificado a la difunta como Marcia Lenore King, de 21 años, de Little Rock, Arkansas. Su identificación se había logrado mediante un análisis de ADN realizado por el Proyecto DNA Doe, con la ayuda del Laboratorio Regional del Crimen del Valle de Miami y la Corporación Full Genomes. Esta organización había sido contactada por el Dr. Murray en 2017, y pudo cotejar con éxito una muestra del ADN de King con una muestra enviada para su comparación por un primo hermano. Su familia se negó a publicar un comunicado de prensa, pidiendo que se respetara su confidencialidad.
La familia de King la vio por última vez en 1980. Nunca había sido reportada oficialmente como una persona desaparecida, aunque su familia siguió buscándola. Se cree que King había hecho autostop con frecuencia como medio de transporte, como los investigadores habían teorizado durante mucho tiempo antes de su identificación. También se sabe que tuvo vínculos con los distritos de Pittsburg y Louisville, Kentucky.
Dirigiéndose a los medios de comunicación para anunciar la identificación formal de Buckskin Girl, un portavoz de la Oficina del Sheriff del Condado de Miami informó a todos los presentes: "Las fuerzas del orden nunca olvidan. Hemos tenido un largo viaje para [estar] donde estamos hoy". Este portavoz también hizo hincapié en que la investigación sobre el homicidio de King está en curso, con el enfoque principal en los movimientos de King en el último mes de su vida, cuando se sabía que había estado tanto en Pittsburgh como en Louisville.

### Investigación en curso
En julio de 2018, la Oficina del Sheriff del condado de Miami anunció que había recibido más información sobre el paradero real de King poco antes de su muerte. Esta información incluía relatos de testigos oculares que la situaban en Louisville, Kentucky, aproximadamente 14 días antes de su muerte. Seis testigos oculares también han corroborado los relatos de que King también estuvo en Arkansas poco antes de su asesinato. Se cree que el motivo por el que viajó a Ohio pudo ser su presunta participación con la organización religiosa The Way.
En febrero de 2020, la oficina del sheriff del condado de Miami anunció que había podido reconstruir aún más el paradero de King y sus relaciones en las dos semanas anteriores a su asesinato, y agregó que, dado que los avances tecnológicos permiten ahora obtener muestras de ADN nuclear a partir de muestras de cabello a las que les faltaba la raíz real, confiaban en que las muestras de cabello descubiertas en la escena del crimen y enviadas a un renombrado paleogenetista californiano podrían arrojar un perfil de ADN nuclear de su asesino o de un individuo con el que había estado en compañía poco antes de su muerte. En relación con estos últimos acontecimientos, el alguacil del condado de Miami, Dave Duchalk, declaró: "Siempre tenemos la esperanza de hacer justicia para las víctimas de homicidio y a sus familias. Nunca lo hemos hecho, ni lo olvidaremos, y trabajaremos continuamente en el caso y, a medida que se desarrollen nuevas tecnologías revisaremos nuestras pruebas para saber si merece la pena volver a presentarlas".

## Funeral
King había sido enterrada como Jane Doe en el cementerio de Riverside en el condado de Miami, Ohio, semanas después de su muerte, y varios oficiales asignados para investigar su asesinato sirvieron como portadores del féretro en su funeral. Luego de la identificación de su cuerpo, la familia de King eligió que ella permaneciera enterrada dentro de este cementerio, y su madrastra, Cindy Sossoman, explicó que su familia creía que había sido el plan de Dios que su hija fuera asesinada y permaneciera sin identificar durante tanto tiempo. Durante tanto tiempo, y que creían que King había sido bendecida por haber muerto en una comunidad que había mostrado tanta consideración y dignidad hacia ella mientras permanecía sin identificar. Sus padres se habían divorciado hacía tiempo y su padre, John Wesley Sossoman, se había vuelto a casar y tenía varios hijos con su segunda esposa, todos los cuales se habían preguntado durante mucho tiempo sobre el paradero y el bienestar de King.
El 20 de julio de 2018, se llevó a cabo un servicio conmemorativo para King en una capilla en Troy, Ohio. Este servicio fue oficiado por el reverendo Gregory Simmons. Su nueva lápida se dio a conocer en este servicio. El padre de Marcia, John, había muerto el 5 de enero de 2018. Su hermano, Daniel King, y su medio hermano, Jonathan Sossoman, también habían fallecido para cuando se descubrió la identidad de King. La madrastra de Marcia y otros ocho familiares sobrevivientes reemplazaron la lápida que simplemente decía "Jane Doe" con una lápida con su nombre real en este servicio, al que asistieron más de cincuenta residentes locales. Al describir la personalidad de King, su madrastra la describió como una joven "muy confiada", antes de informar a todos los presentes: "Las palabras no describen los sentimientos que tenemos por todos ustedes, cómo la han amado y acogido en vuestros brazos".